# SB 40 LAG
SB 40 LAG je španjolski automatski bacač granata kalibra 40 mm. Dizajnirala ga je i proizvela domaća vojna industrija Santa Bárbara Sistemas. Osnovna oznaka ovog oružja je SB 40 LAG a alternativna SB LAG-40 dok se u španjolskim oružanim snagama označava kao 40 SB-M1. Vizualno podsjeća na američki Mk 19.

## Opis
1984. godine domaća tvrtka Empresa Nacional Santa Barbara započela je vlastiti projekt razvoja 40 mm bacača granata. Nakon što je razvijen, u svojevrsnoj predprodukciji proizvedeno je njih šezdeset dok ga je španjolska vojska usvojila 1992.
Bacač koristi streljivo kalibra 40x53mmSR pohranjeno na remenima kapaciteta 24 i 32 granate. Samo remenje je smješteno u metalnim spremnicima koji se mogu montirati na lijevu ili desnu stranu ovisno o potrebama vojnika. Promjena postojeće strane zahtjeva od korisnika internu modifikaciju sustava. SB 40 LAG koristi čelićni ciljnik koji omogućava ciljanje u rasponu od stotinu do 1.500 metara dok učinkovitost samih granata prelazi 2.000 metara. Oružje je dizajnirano da se koristi na tronošcu iako se može montirati i na oklopna vozila, helikoptere i plovila.

## Korisnici
- Španjolska: španjolska vojska koristi SB 40 kao oružje podrške pješaštvu te je montirano na ondašnje četvero i šestero kotačna oklopna vozila.[1]
- Kolumbija: oružane snage Kolumbije postale su 2013. godine drugi korisnik ovog oružja koje je montirano na ophodne brodove.[1]

## Vanjske poveznice
- LAG 40 SB